# Psychoza ponapadowa
Psychoza ponapadowa (ang. postictal psychosis, PP, PIP) – postać psychozy związanej z padaczką.
Jest to najczęstsza psychoza u chorych z padaczką (25–30% psychoz w padaczce). Początek epizodu psychozy występuje w ciągu tygodnia od napadu lub serii napadów drgawkowych, poprzedzony okresem bezobjawowym (lucidum intervallum). Większość pacjentów ma rozpoznaną padaczkę skroniową i choruje przewlekle; objawy psychotyczne pojawiają się średnio po 15–22 latach od rozpoznania padaczki. Najczęściej wymienianymi czynnikami ryzyka są obustronne uszkodzenia mózgu (np. po zapaleniu mózgu, urazie głowy), obustronna aktywność międzynapadowa, zwolnienie czynności podstawowej, niski poziom inteligencji, występowanie zaburzeń nastroju i zaburzeń psychotycznych w rodzinie. Obraz psychozy jest wielopostaciowy, obecne są zaburzenia myślenia, omamy słuchowe lub wzrokowe, urojenia o treści religijnej lub wielkościowej, którym towarzyszy silna komponenta afektywna i często zachowania agresywne. Obserwuje się dobrą odpowiedź na małe dawki leków przeciwpsychotycznych i benzodiazepin. Epizod psychozy trwa od 12 godzin do ponad 3 miesięcy, zwykle około 10 dni. Psychoza nawraca u 12–50% pacjentów, obserwowano progresję do psychozy międzynapadowej.
Psychozy ponapadowe były opisywane już w starożytności, klasyczne opisy przedstawili Esquirol (1838), Jackson (1875, jako epileptic mania) i Gowers. Kryteria psychozy ponapadowej, stosowane do dziś, przedstawili w 1988 Logsdail i Toone.